# Cryptochironomus ponderosus
Cryptochironomus ponderosus är en tvåvingeart som först beskrevs av James E. Sublette 1964.  Cryptochironomus ponderosus ingår i släktet Cryptochironomus och familjen fjädermyggor. Inga underarter finns listade i Catalogue of Life.